# Niamniampapagei
Der Niamniampapagei (Poicephalus crassus) auch Niam-Niam-Papagei ist eine Art aus der Gattung der Langflügelpapageien. Gemeinsam mit den anderen Arten dieser Gattung sowie dem Graupapagei, den Unzertrennlichen, dem Halsbandsittich und den auf Madagaskar endemischen Vasapapageien zählt diese Art zu den typischen Papageienarten der Afrotropis. Der Artstatus des Niamniampapageis ist allerdings umstritten. Es ist möglich, dass es sich bei dieser Art um ungewöhnliche Farbmutationen des Braunkopfpapageis oder um Hybriden zwischen Goldbugpapageien und Braunkopfpapageien handelt. Der Niamniampapagei gilt gemeinsam mit dem Gelbkopfpapagei als die am wenigsten erforschte afrikanische Papageienart. Sein Verbreitungsgebiet ist das Grenzgebiet zwischen der Zentralafrikanischen Republik und Kamerun. Vögel dieser Art sind außerdem im Sudan und der Demokratischen Republik Kongo beobachtet worden. Ihr Lebensraum sind bewaldete Savannen und Wälder bis zu einer Höhe von 1000 Meter. Ähnlich wie der Graukopfpapagei beobachtet man sie in der Regel in der Nähe von Gewässern.
Die Grundfärbung des Gefieders ist grün. Am Nacken und am Kopf ist das Gefieder dagegen dunkelbraun. Die Ohrdecken sind silbergrau. Der Unterschnabel ist gelblich hornfarben während der Oberschnabel graubraun bis schwärzlich ist.